# Tymnes violaceus
Tymnes violaceus är en skalbaggsart som beskrevs av Horn 1892. Tymnes violaceus ingår i släktet Tymnes och familjen bladbaggar. Inga underarter finns listade i Catalogue of Life.